# Robert von Hedenberg
Robert Georg von Hedenberg, född den 30 oktober 1830 i Piteå landsförsamling, Norrbottens län, död den 17 mars 1898 i Stockholm, var en svensk militär och riksdagsman. Han var son till Carl August von Hedenberg och far till Angur von Hedenberg. 
von Hedenberg föddes på överstebostället Gran i Öjebyn i Piteå socken; fadern var då chef för Västerbottens regemente men blev i slutet av 1830-talet landshövding i Norrbottens län. von Hedenberg avlade studentexamen i Uppsala 1849 och blev sekundlöjtnant vid flottan 1852, var i handelsflottans tjänst 1853–1855, blev premiärlöjtnant 1860 och var kompaniofficer vid Krigsakademien på Karlberg 1860–1863. von Hedenberg var i fransk örlogstjänst 1863–1866 och deltog därunder i det fransk-mexikanska kriget. Han blev kapten vid skärgårdsartilleriet 1866 och vid flottan 1873, kommendörkapten av andra graden 1877 och av första graden 1884 samt kommendör 1888. von Hedenberg var chef för Marinförvaltningens intendenturavdelning 1886–1888, kommendant vid flottans station i Karlskrona 1888–1890, varvschef vid flottans station i Stockholm 1890–1893, ledamot i kommittén angående sjöförsvarets ordnande 1880–1882 och i kommittén angående förändringar med avseende på sjökrigsmaterielen 1892. I riksdagen var han ledamot av första kammaren 1885–1894, invald i Västerbottens läns valkrets. von Hedenberg invaldes som ledamot av Örlogsmannasällskapet 1878. 
von Hedenberg blev riddare av Hederslegionen 1865 samt riddare av Svärdsorden 1877, kommendör av andra klassen av samma orden 1890 och kommendör av första klassen 1892.
Han gifte sig 1870 i Härnösand med Agnes Maria Weidenhielm, som var änka efter grosshandlaren Ernst Leonard Berger och efter von Hedenbergs död gifte om sig med kommerserådet Johan Teodor Pihlgren. Hon var dotter till landshövdingen Ernst August Weidenhielm.